# Yasuaki Shimizu
Pour les articles homonymes, voir Shimizu.
Yasuaki Shimizu (清水靖晃, Shimizu Yasuaki, né le 9 août 1954) est un saxophoniste et compositeur japonais, ayant sorti une vingtaine d'albums originaux depuis 1978. Il est connu pour ses réinterprétations de la musique de Jean-Sébastien Bach au saxophone ténor, notamment son réarrangement des suite pour violoncelle seul. Spécialisé dans l'acid-jazz, il a composé, produit pour des artistes aussi divers que la chanteuse Helen Merrill, le compositeur Ryūichi Sakamoto ou le DJ Towa Tei.
Il est aussi connu pour avoir composé la bande originale de nombreux films, notamment Symbol ou l'adaptation cinématographique du manga X de Clamp ainsi que des films français des années 1980 Gros Dégueulasse et Havre. Yasuaki Shimizu a vécu à Paris, Londres et Tokyo.

## Carrière

### Débuts
Yasuaki Shimizu a commencé sa carrière en tant que saxophoniste au début des années 1970. Il sort son premier album Get You en 1978 et sortira un album par an avant de fonder le groupe expérimental Mariah en 1980, dont il réalisera les cinq albums. Leur dernier album, Utakata no Hibi (1983) jouera avec les sonorités traditionnelles japonaises. Durant la même période Shimizu sort deux albums solo IQ 179 (1981) et Kakashi (1982) dans lequel il continue les expérimentations et le style de musique créée par Mariah.
À partir de ce moment là, le nom de Shimizu devient plus connu et il commence à s'investir dans plusieurs projets comme la performance live Bye Bye Kipling avec Ryuichi Sakamoto pour un happening en 1986 ou son installation live de Tokyo en 2002 où il devient une "horloge coucou humaine".

### The Saxophonettes
En 1983, il crée le projet Yasuaki Shimizu & Saxophonettes - initialement un groupe solo - qui est devenu sa principale activité en tant que musicien. Son premier album s'appelle L'Automne à Pékin (1983) et se veut un hommage à l'âge d'or d'Hollywoood : des morceaux de musique classique avec une orchestration minimale accompagnée de musique électronique avec basse reggae et batterie. L'album sera suivi de Stardust (1985), Latin (1991) et Time and Again (1993) qui revisite les textures de L'Automne à Pékin avec des compositions originales qui mettent en valeur ses arrangements orchestraux et son saxophone tenor.
En 2006, Shimizu transforme le concept des Saxophonettes en un véritable quintet de saxophones. Le groupe intègre Ryoko Egawa, Hirokazu Hayashida, Ryota Higashi et Hiroshi Suzuki afin de former un ensemble de trois saxophones tenors et de deux saxophones barytons. Avec l'album  Pentatonica (2007) le groupe transcende les limitations de la musique avec des morceaux uniquement basé sur les cinq notes de la Gamme pentatonique. Leur répertoire va de la création de nouvelles compositions au réarrangement de musique traditionnelle éthiopienne. De plus, Shimizu continue ses expérimentation en choisissant des lieux atypiques pour l'enregistrement des morceaux et lors des sessions en live.
En dehors des enregistrements, le groupe s'est produit au Japon mais aussi à Moscou, La Havane et Hong Kong. En 2006 et 2007, leurs concerts s'accompagnaient de performances du danseur moderne Masako Yasumoto.

### Europe
De 1985 à 1991 Shimizu vit à Paris et Londres, créant des bandes originales de films et contribuant à la scène multiculturelle européenne, ce qui l'amène à rencontrer différent artistes internationaux. Il en tirera trois albums solos : Subliminal (1987) avec le producteur français Martin Meissonnier, Dementos (1988) avec différents artistes britanniques notamment David Cunningham des The Flying Lizards et Aduna (1989) avec la participation du musicien sénégalais Wasis Diop, dont Shimizu co-produira l'album No Sant

### Bandes originales
C'est au sein de Mariah que Shimizu a commencé en 1980 à composer des bandes originales pour le dessin animé Taiyō no Shisha Tetsujin Nijūhachi-gō. Alors qu'il vit à Paris, il compose la musique de films français comme Gros Dégueulasse et Havre (1985) de Juliet Berto. En 1996, Shimizu contribue à la bande son du film de Peter Greenaway The Pillow Book et écrit en 2013 la partition du documentaire de Zachary Heinzerling Cutie and the Boxer
Au Japon, Shimizu réalise en 1993 la musique du film de Yōjirō Takita Bokura wa minna ikite iru et de trois films de Mitsuo Yanagimachi notamment son dernier Who's Camus Anyway? (2006) Il travaille aussi avec Hiroyuki Nakano, composant les musiques pour Issey Miyake Dancing Pleats (1993), Stereo Future (2000) et des deux courts métrages  Ferris Wheel at 3:03:15 PM et Seven Samurai. Il travaille aussi avec le comédien et réalisateur  Hitoshi Matsumoto, sur les films Symbol (2009) et The Scabbard Samurai (2011).
Au long de sa carrière il compose beaucoup de jingles pour la télévision et la publicité. En 1987, il sort même une compilation de ses compositions sous le titre Music for Commercials. Il crée l'identité sonore de la chaine télé Cinefil Imagica dont il tirera un album, Cinefil en 2001. De plus, il compose la bande originale de plusieurs documentaires et de films expérimentaux pour la NHK, la chaîne publique japonaise, notamment sur la série pédagogique Mathematica II. En 2014, la bande originale qu'il compose pour le téléfilm adapté du roman de Ryū Murakami Gojūgo-sai kara no Harōraifu sortira en album.
En 2008, Shimizu compose la bande originale du film muet de 1925 Orochi, un film de chambara. Il sonorisera le film en live au Meiji-jingū de Tokyo avec son groupe the Saxophonettes et un orchestre de 23 musiciens.

### Reprises de Bach
C'est au sein du projet Saxophonettes que Shimizu lancera le projet consistant à recréer les "suites pour violoncelle" de Bach en 1996 (les numéros 1 à 3) et 1999 (les numéros 4 à 6). Les deux albums seront réimprimés en 2007 dans une intégrale deux CD. Shimizu enregistre alors certains morceaux dans des lieux particulier qui offrent une grande réverbération comme une carrière ou un palais vide en Italie.
En 1997, il sort un autre album de reprise, nommée Bach Box dans laquelle il réorchestre des morceaux du musicien classique. L'album lui fera gagner le prix de la meilleure production lors de la 39e cérémonie des Japan Record Awards.
Dans l'idée de continuer de jouer avec la réverbération, il effectuera plusieurs concerts de reprises de Bach au Saxophone dans des lieux tels que le temple Kōdai-ji à  Kyoto en 1996, les musées du Niitsu, du Genichiro-Inokuma et devant la tour de Mito entre 2000 et 2003 ainsi que dans un parking souterrain situé dans le quartier tokyoïte de Shibuya en septembre 1997.
En 2010, lors d'une performance de son quintet Yasuaki Shimizu and the Saxophonettes à Tokyo, Shimizu effectuera une reprise des Variations Goldberg de Jean-Sébastien Bach avec l'addition de quatre contrebasses au quintet de saxophones. Le concert sera repris en 2015 sous le titre de Goldberg Variations.

### Collaborations
De 1991 a 1994, il s'associe avec Haruomi Hosono pour produire le Tokyo Mura Mura Festival dans lequel ont participé des artistes comme Michael Nyman, John Zorn, Julee Cruise, and The Orb.
Dans les collaborations que Shimizu a effectué pour des artistes de spectacle vivant, on peut noter deux installations vidéos de Mao Kawaguchi La Cite Délire (1987) and Niwa (1992), deux performances du danseur Goro Namerikawa Kioku no Gekijo (1990) et Flaneur vol. 5 (1997) et les installations artistiques de Simon James Look Don't Touch (1998) et Chasing Light (2002). En 2004 il compose de la musique pour une installation sonore nommée “Dream Garden Factory” placée au cours de six jardins aux thèmes différents lors de l'exposition Pacific Flora 2004. Les compositions effectuées pour l'exposition sortiront dans l'album  Seventh Garden en 2004.
En 2012, Shimizu collabore avec l'artiste  Masaki Fujihata sur son projet Voices of Aliveness, une installation publique du festival Estuaire, la biennale d'art contemporain de Nantes. L'installation recevra le Prix Ars Electronica cette année là.
En tant que compositeur, il a collaboré avec des artistes divers comme Saburo Kitajima, les compositeurs Ryuichi Sakamoto et Koji Ueno, les artistes de jazz Helen Merrill et Karin Krog le guitariste Kazumi Watanabe, le chanteur français Pierre Barouh, le DJ Towa Tei. On le retrouve aussi dans des collaborations sur des disques de Toshinori Kondo, Dee Nasty, Björk et d'autres artistes. Il a aussi joué en live avec des musiciens comme Bill Laswell, Elvin Jones, Yosuke Yamashita, Van Dyke Parks, Urban Sax, Manu Dibango, David Cunningham et Carl Stone.

## Discographie

### Yasuaki Shimizu
- Get You (1978)
- Mariah  (1979)
- Far East Express (1979)
- Berlin (1980)
- IQ 179 (1981)
- Kakashi (1982)
- Music for Commercials (1987) Compilation de jingles pour la publicité
- Subliminal (1987)
- Dementos (1988)
- Aduna (1989)
- Shadow of China (1990) Bande originale
- Pao-Jiang-Hu (1995) Bande originale de documentaire
- X (1996) Bande originale
- Juvenile (2000) Bande originale
- Cinefil (2001) Compilation pour la chaine Cinefil Imagica
- Stereo Future (2001) Bande originale (en collaboration avec plusieurs artistes)
- Seventh Garden (2004) Musique coposé pour l'installation sonore Pacific Flora 2004: Dream Garden Factory
- Felt (2010) avec Keichiro Shibuya
- 55-sai Kara no Hello Life  (2014) Bande originale de téléfilm
- SYO (2014) avec Hideo Yamaki  et Gen Ogimi
- Kiren (2022)

### Yasuaki Shimizu & Saxophonettes
- L’Automne à Pekin (1983)
- Stardust (1985)
- Latin  (1991)
- Time and Again (1993)
- Suite1  (1996)
- Cello Suites 1.2.3 (1996)
- From the Cello Suites (1996)
- Bach Box (1997)  Prix de la meilleure production pour les 39e Japan Record Awards
- Cello Suites 4.5.6 (1999)
- Cello Suites (2003) DVD-Audio
- Pentatonica  (2007)
- Cello Suites (2007) réarrangements des suites pour violoncelle seul de Bach
- Goldberg Variations (2015)

### Mariah
- Yen Tricks (1980)
- Auschwitz Dream (1981)
- Marginal Love (1981)
- Red Party (1982)
- Utakata no Hibi (1983)